# Auguste Piccard
Auguste Antoine Piccard, född 28 januari 1884 i Basel, död 24 mars 1962 i Lausanne, var en schweizisk fysiker, uppfinnare och upptäcktsresande.

## Biografi
År 1931 steg Piccard tillsammans med assistenten Paul Kipfer i gasballong till rekordhöjden 15 785 meter. Senare samma år nåddes 16 940 meter och vid ett ytterligare försök 23 000 meter.
År 1939 uppfann Piccard batyskafen, en undervattensfarkost för extrema djup. 1960 tog sig sonen Jacques Piccard och Don Walsh med batyskafen Trieste ner till Marianergravens botten på 10 910 meters djup.

## Populärkultur
Auguste Piccard lär vara Hergés förebild till professor Kalkyl, i seriealbumen om Tintin. I TV-serien Star Trek: The Next Generation finns karaktären Jean-Luc Picard. Gene Roddenberry namngav honom efter Auguste och brodern Jean Piccard. I Star Trek Generations framgår det att Jean-Luc Picard skulle vara ättling eller avlägsen släkting med Auguste Piccard.